# Sauber C34
De Sauber C34 is een Formule 1-auto, die in 2015 wordt gebruikt door het Formule 1-team van Sauber.

## Onthulling
Op 30 januari 2015 werd de C34 op het Twitter-account van Sauber onthuld. De auto wordt bestuurd door de van Caterham overgekomen Marcus Ericsson en nieuwkomer Felipe Nasr.
Ferrari SF15-T ·
Force India VJM08 ·
Lotus E23 Hybrid ·
Marussia MR03B ·
McLaren MP4-30 ·
Mercedes F1 W06 Hybrid ·
Red Bull RB11 ·
Sauber C34 ·
Toro Rosso STR10 ·
Williams FW37